# Зоіл Александрійський
Зоіл (дав.-гр. Ζωΐλος) - Патріарх Александрійський (539-551).
До патріаршества був ченцем у Палестині. Був прихильником Халкідонського Собору.
Посвячений у патріаршу гідність патріархом Антіохійським Єфремом, патріархом Єрусалимським Петром, Іпатієм I Ефесським і Пелагієм, представником Римського папи Вігілія, що скинули його попередника Павла Тавеннісіота. У науковій літературі зустрічаються різні датування вступу Зоїла на кафедру: з 539 по 542, проте 539 є найбільш імовірною датою.
Скинутий імператором Юстиніаном I за опір, який він чинив імператорській політиці у справі засудження «Трьох Глав».